# Frazé
Frazé est une commune française située dans le département d'Eure-et-Loir en région Centre-Val de Loire. En 2019, Frazé est choisi pour représenter la région Centre-Val de Loire dans l’émission Le Village préféré des Français. Il est classé en 10e position.

## Géographie

### Situation
Frazé est un village percheron situé à 1 h 30 du centre de Paris et à 40 minutes de Chartres.

Situation géographique
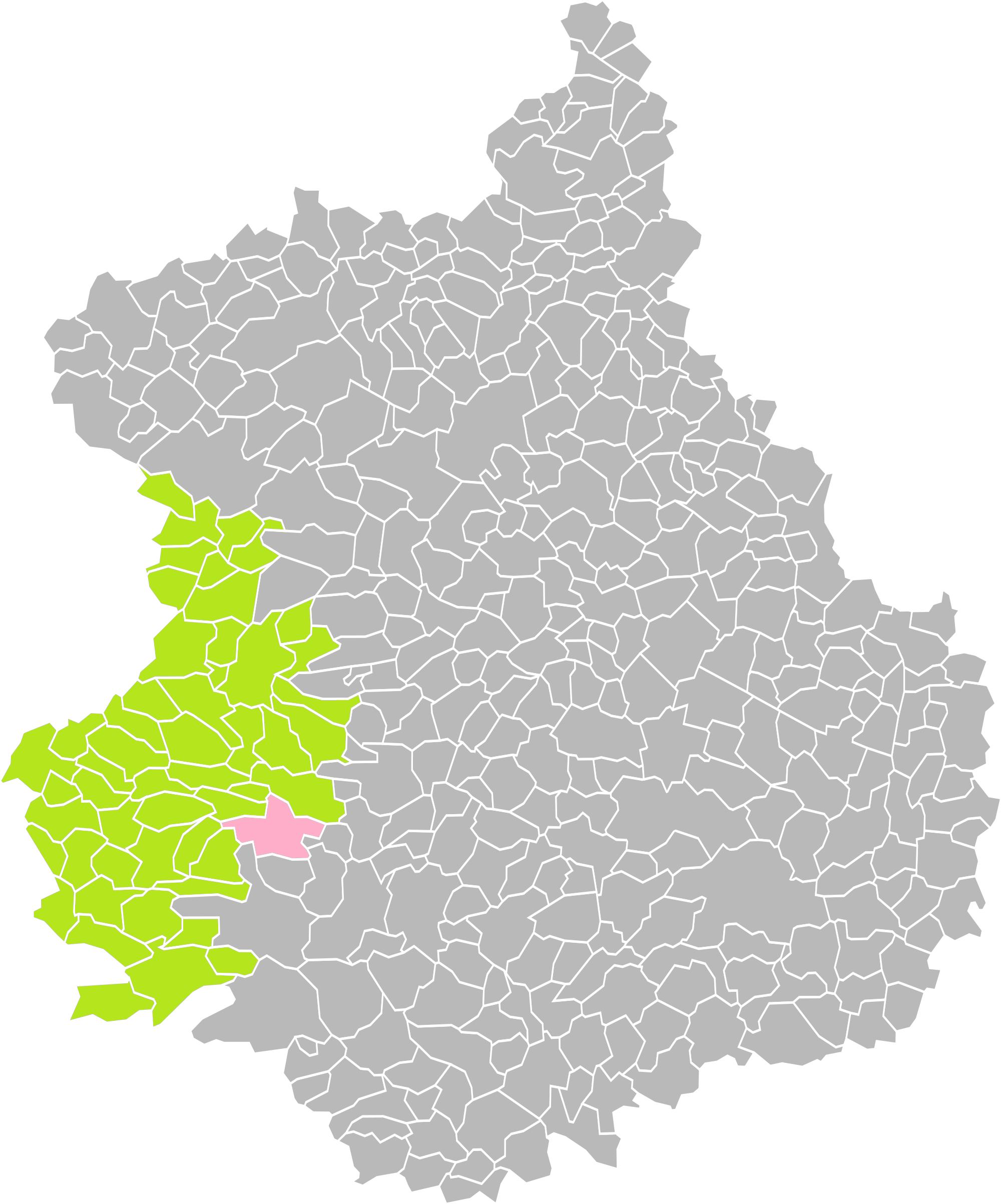
Frazé dans son arrondissement.
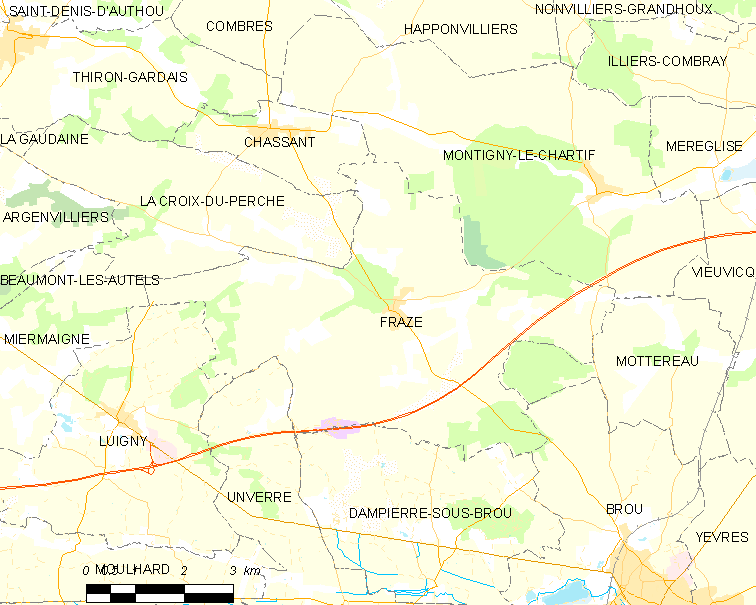
Carte de la commune de Frazé.

### Communes limitrophes
| La Croix-du-Perche, Chassant | Montigny-le-Chartif |           |
| Beaumont-les-Autels          | Frazé               | Mottereau |
| Unverre, Luigny              | Dampierre-sous-Brou | Brou      |

### Hydrographie
La commune est traversée par la rivière la Foussarde, affluent en rive droite du Loir, lui-même sous-affluent de la Loire par la Sarthe et la Maine.

### Climat
Pour des articles plus généraux, voir Climat du Centre-Val de Loire et Climat d'Eure-et-Loir.
En 2010, le climat de la commune est de type climat océanique dégradé des plaines du Centre et du Nord, selon une étude du CNRS s'appuyant sur une série de données couvrant la période 1971-2000. En 2020, Météo-France publie une typologie des climats de la France métropolitaine dans laquelle la commune est exposée à un climat océanique altéré et est dans une zone de transition entre les régions climatiques « Normandie (Cotentin, Orne) » et « Moyenne vallée de la Loire ».
Pour la période 1971-2000, la température annuelle moyenne est de 10,3 °C, avec une amplitude thermique annuelle de 14,9 °C. Le cumul annuel moyen de précipitations est de 693 mm, avec 11,6 jours de précipitations en janvier et 7,7 jours en juillet. Pour la période 1991-2020, la température moyenne annuelle observée sur la station météorologique de Météo-France la plus proche, sur la commune de Miermaigne à 8 km à vol d'oiseau, est de 11,1 °C et le cumul annuel moyen de précipitations est de 755,3 mm,. Pour l'avenir, les paramètres climatiques de la commune estimés pour 2050 selon différents scénarios d'émission de gaz à effet de serre sont consultables sur un site dédié publié par Météo-France en novembre 2022.

## Urbanisme

### Typologie
Au 1er janvier 2024, Frazé est catégorisée commune rurale à habitat très dispersé, selon la nouvelle grille communale de densité à 7 niveaux définie par l'Insee en 2022.
Elle est située hors unité urbaine. Par ailleurs la commune fait partie de l'aire d'attraction de Brou, dont elle est une commune de la couronne,. Cette aire, qui regroupe 7 communes, est catégorisée dans les aires de moins de 50 000 habitants,.

### Occupation des sols
L'occupation des sols de la commune, telle qu'elle ressort de la base de données européenne d’occupation biophysique des sols Corine Land Cover (CLC), est marquée par l'importance des territoires agricoles (84,2 % en 2018), une proportion identique à celle de 1990 (84,2 %). La répartition détaillée en 2018 est la suivante : 
terres arables (70,3 %), forêts (14,4 %), prairies (8,6 %), zones agricoles hétérogènes (5,3 %), zones urbanisées (0,9 %), zones industrielles ou commerciales et réseaux de communication (0,5 %). L'évolution de l’occupation des sols de la commune et de ses infrastructures peut être observée sur les différentes représentations cartographiques du territoire : la carte de Cassini (XVIIIe siècle), la carte d'état-major (1820-1866) et les cartes ou photos aériennes de l'IGN pour la période actuelle (1950 à aujourd'hui).

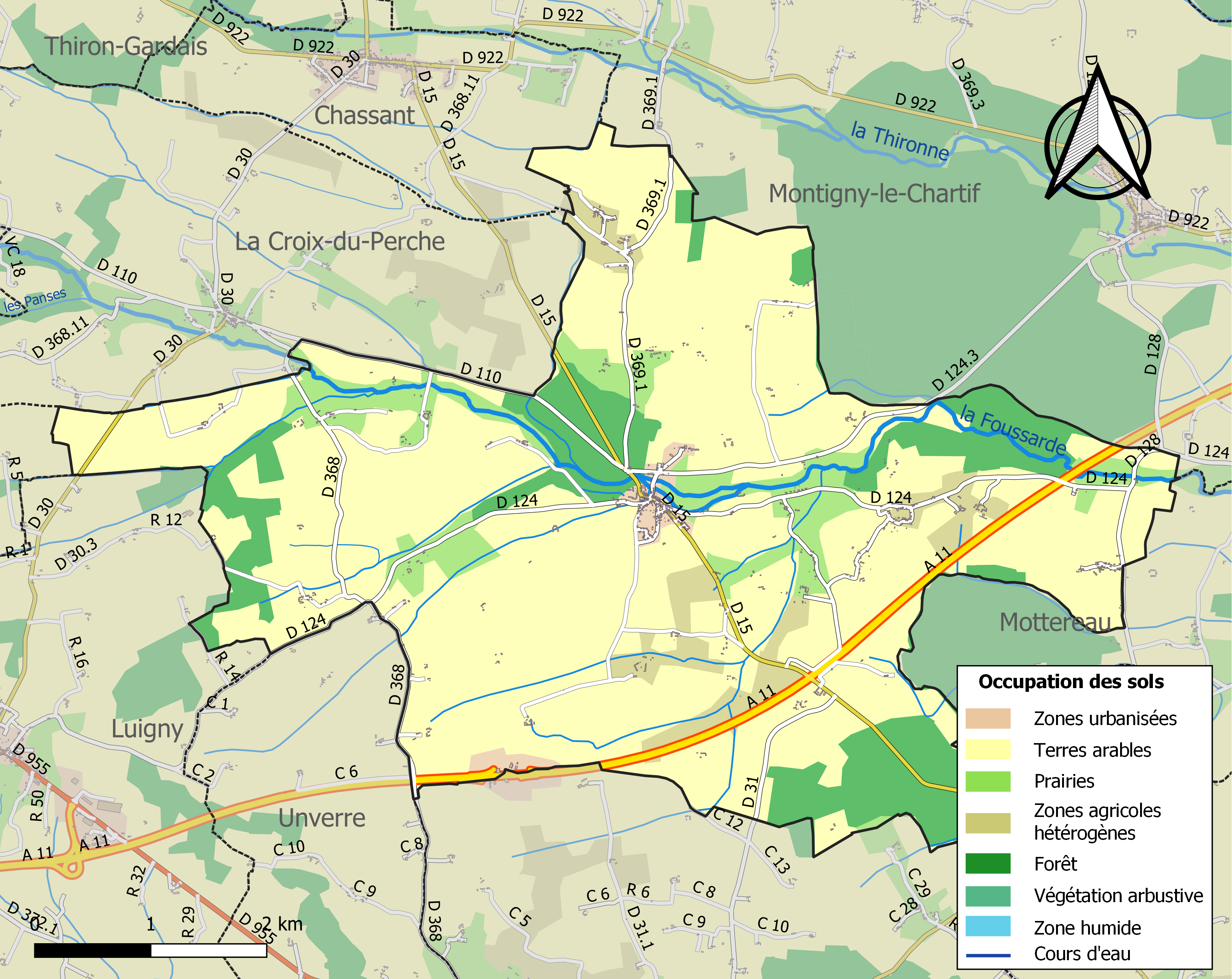
Carte des infrastructures et de l'occupation des sols de la commune en 2018 (CLC).

### Risques majeurs
Le territoire de la commune de Frazé est vulnérable à différents aléas naturels : météorologiques (tempête, orage, neige, grand froid, canicule ou sécheresse), inondations et séismes (sismicité très faible). Il est également exposé à un risque technologique, le transport de matières dangereuses. Un site publié par le BRGM permet d'évaluer simplement et rapidement les risques d'un bien localisé soit par son adresse soit par le numéro de sa parcelle.

#### Risques naturels
Certaines parties du territoire communal sont susceptibles d’être affectées par le risque d’inondation par débordement de cours d'eau, notamment la Foussarde. La commune a été reconnue en état de catastrophe naturelle au titre des dommages causés par les inondations et coulées de boue survenues en 1999,.

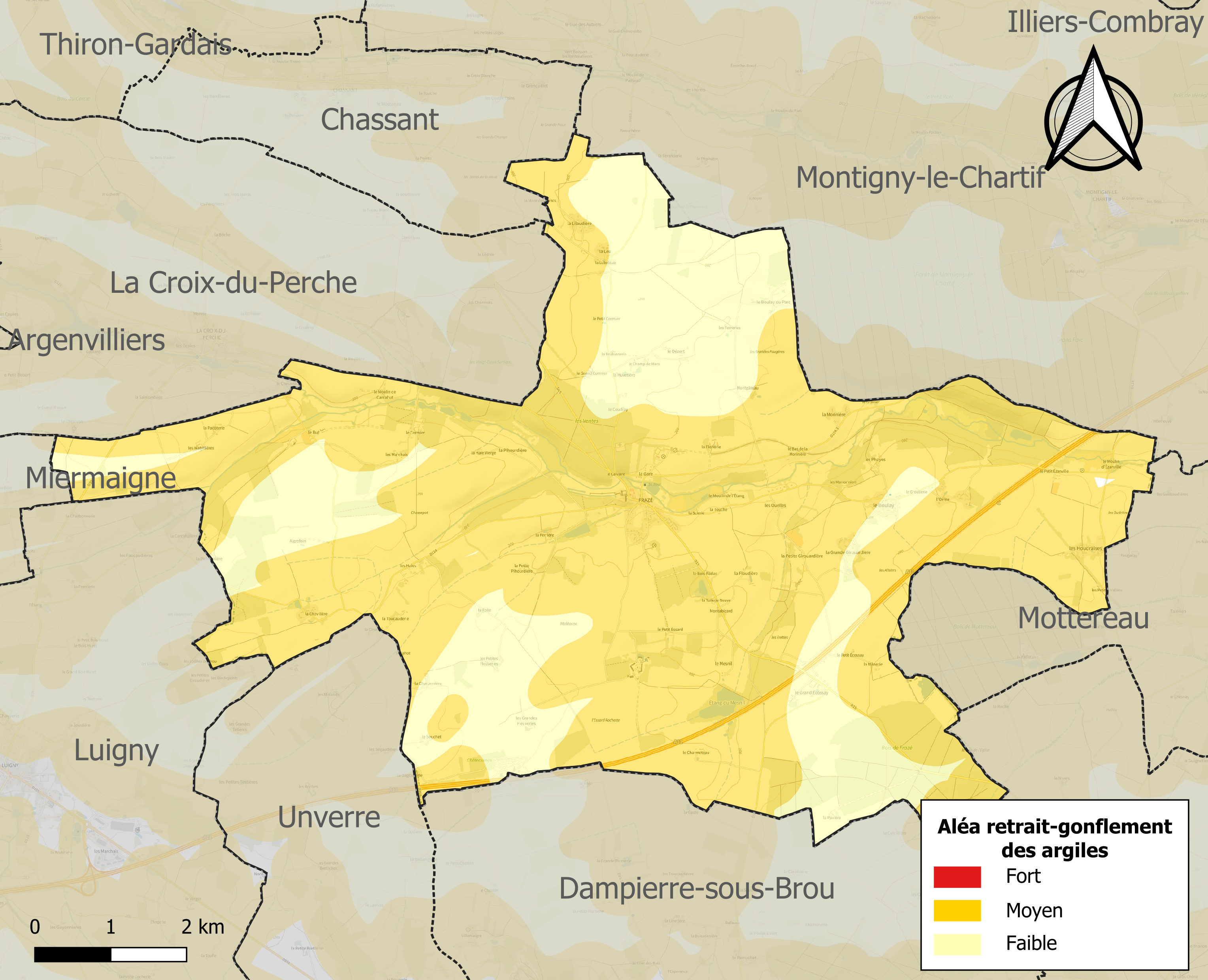
Carte des zones d'aléa retrait-gonflement des sols argileux de Frazé.

Le retrait-gonflement des sols argileux est susceptible d'engendrer des dommages importants aux bâtiments en cas d’alternance de périodes de sécheresse et de pluie. 73,4 % de la superficie communale est en aléa moyen ou fort (52,8 % au niveau départemental et 48,5 % au niveau national). Sur les 332 bâtiments dénombrés sur la commune en 2019, 259 sont en aléa moyen ou fort, soit 78 %, à comparer aux 70 % au niveau départemental et 54 % au niveau national. Une cartographie de l'exposition du territoire national au retrait gonflement des sols argileux est disponible sur le site du BRGM,.
Concernant les mouvements de terrains, la commune a été reconnue en état de catastrophe naturelle au titre des dommages causés par des mouvements de terrain en 1999.

#### Risques technologiques
Le risque de transport de matières dangereuses sur la commune est lié à sa traversée par des infrastructures routières ou ferroviaires importantes ou la présence d'une canalisation de transport d'hydrocarbures. Un accident se produisant sur de telles infrastructures est en effet susceptible d’avoir des effets graves au bâti ou aux personnes jusqu’à 350 m, selon la nature du matériau transporté. Des dispositions d’urbanisme peuvent être préconisées en conséquence.

## Toponymie
Le nom de la localité est attesté sous les formes Frasiam en 1215, Fraseium vers 1219, Froiseium vers 1270.

## Histoire

### Époque contemporaine

#### XXesiècle
Entre le 29 janvier 1939 et le 8 février, plus de 2 000 réfugiés espagnols fuyant l'effondrement de la république espagnole devant les troupes de Franco, arrivent en Eure-et-Loir. Devant l'insuffisance des structures d'accueil (le camp de Lucé et la prison de Châteaudun rouverte pour l’occasion), 53 villages sont mis à contribution, dont Frazé. Les réfugiés, essentiellement des femmes et des enfants (les hommes sont désarmés et retenus dans le Sud de la France), sont soumis à une quarantaine stricte, vaccinés, le courrier est limité, le ravitaillement, s'il est peu varié et cuisiné à la française, est cependant assuré. Une partie des réfugiés rentrent en Espagne, incités par le gouvernement français qui facilite les conditions du retour, mais en décembre, 922 ont préféré rester et sont rassemblés à Dreux et Lucé.

## Population et société

### Démographie
L'évolution du nombre d'habitants est connue à travers les recensements de la population effectués dans la commune depuis 1793. Pour les communes de moins de 10 000 habitants, une enquête de recensement portant sur toute la population est réalisée tous les cinq ans, les populations de référence des années intermédiaires étant quant à elles estimées par interpolation ou extrapolation. Pour la commune, le premier recensement exhaustif entrant dans le cadre du nouveau dispositif a été réalisé en 2007.

En 2022, la commune comptait 488 habitants, en évolution de −3,75 % par rapport à 2016 (Eure-et-Loir : −0,23 %, France hors Mayotte : +2,11 %).
| 1793  | 1800  | 1806  | 1821  | 1831  | 1836  | 1841  | 1846  | 1851  |
| ----- | ----- | ----- | ----- | ----- | ----- | ----- | ----- | ----- |
| 1 100 | 1 239 | 1 218 | 1 492 | 1 513 | 1 459 | 1 525 | 1 512 | 1 536 |

| 1856  | 1861  | 1866  | 1872  | 1876  | 1881  | 1886  | 1891  | 1896  |
| ----- | ----- | ----- | ----- | ----- | ----- | ----- | ----- | ----- |
| 1 505 | 1 524 | 1 506 | 1 338 | 1 323 | 1 208 | 1 231 | 1 168 | 1 167 |

| 1901  | 1906  | 1911  | 1921  | 1926 | 1931 | 1936 | 1946 | 1954 |
| ----- | ----- | ----- | ----- | ---- | ---- | ---- | ---- | ---- |
| 1 126 | 1 174 | 1 173 | 1 011 | 976  | 953  | 926  | 859  | 795  |

| 1962 | 1968 | 1975 | 1982 | 1990 | 1999 | 2006 | 2007 | 2012 |
| ---- | ---- | ---- | ---- | ---- | ---- | ---- | ---- | ---- |
| 689  | 605  | 481  | 418  | 489  | 493  | 514  | 517  | 510  |

| 2017 | 2022 | - | - | - | - | - | - | - |
| ---- | ---- | - | - | - | - | - | - | - |
| 505  | 488  | - | - | - | - | - | - | - |

## Culture locale et patrimoine

### Lieux et monuments
Frazé se déploie autour de son château et de son église, dans une boucle de la Foussarde au milieu de collines boisées.
Quelques manoirs jalonnent les routes alentour, contribuant à faire de Frazé l'un des plus pittoresques villages du Perche.

#### Le château
Classé MH (1948).
C'est en venant de La Croix-du-Perche que le château de Frazé est le plus visible. Il forme un ensemble où il est facile de distinguer plusieurs époques.
Construit sur une ancienne motte féodale encore visible et totalement détruit pendant la guerre de Cent Ans, il a été remplacé dans la seconde moitié du XVe siècle par le château dont on voit maintenant les vestiges. La tour Saint-François est restée en l'état avec son soubassement de grison et ses rangs de pierre blanche. Sur le cercle à mi-hauteur se déroule la cordelière de Saint-François-d'Assise, avec ses torsades et ses nœuds. Au XVIe siècle on ajouta un bâtiment Renaissance, puis au XVIIe et XVIIIe siècles, de nouvelles constructions furent édifiées.
L'ensemble a été rénové au XIXe siècle, puis dans la première moitié du XXe siècle au parc orné de jardins à la française. Aujourd'hui, le château est ouvert à la visite.

Le château
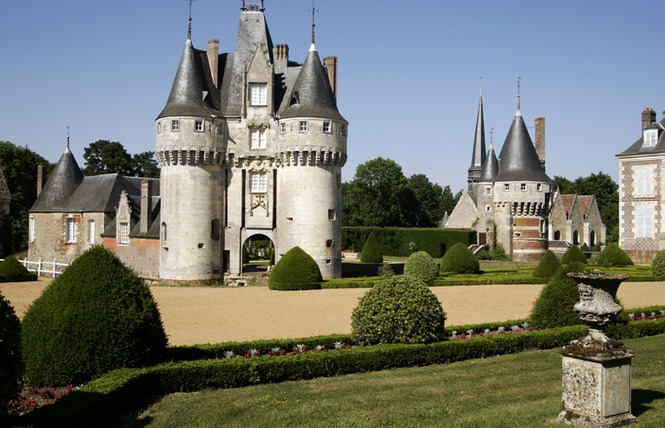
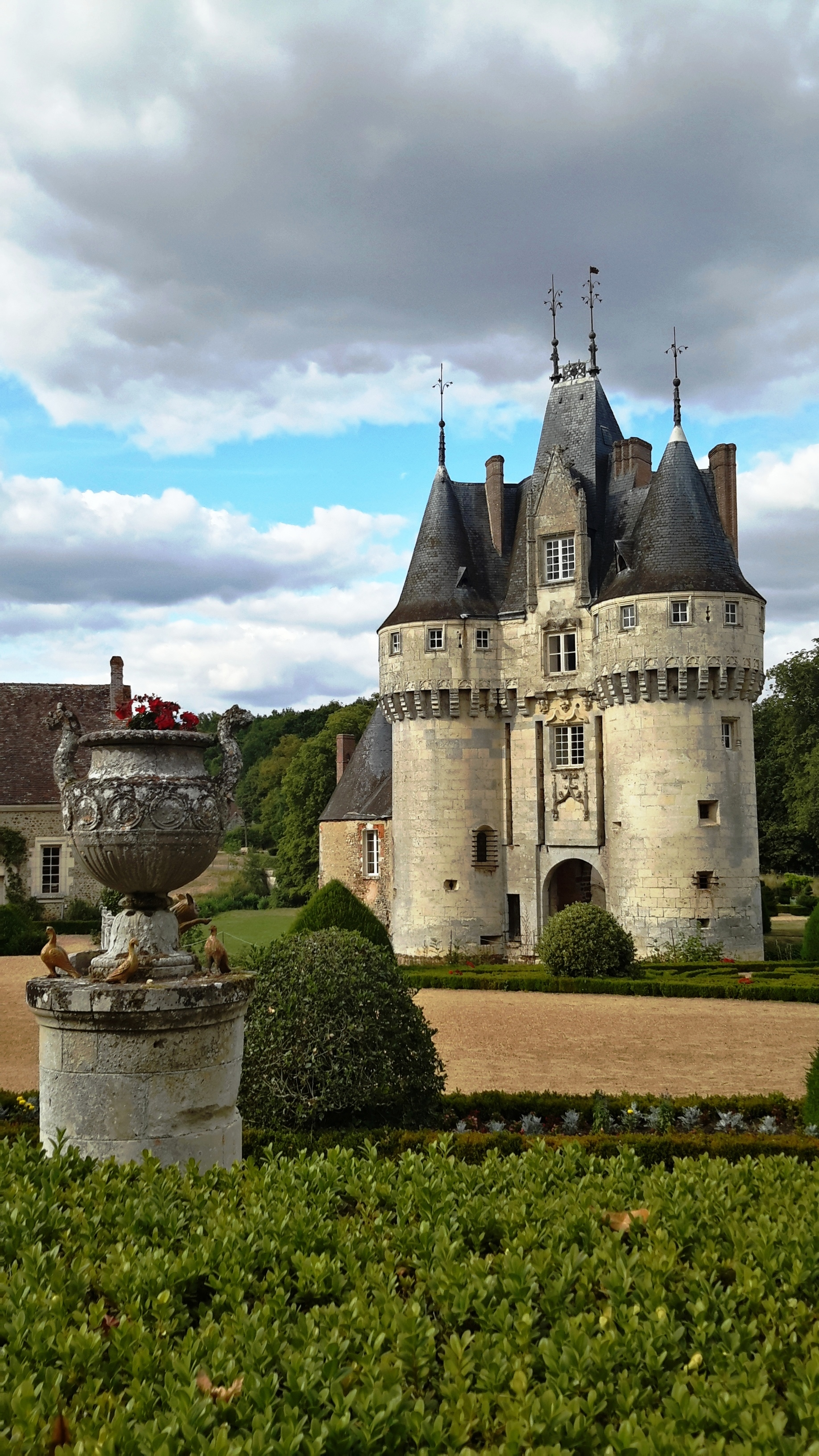
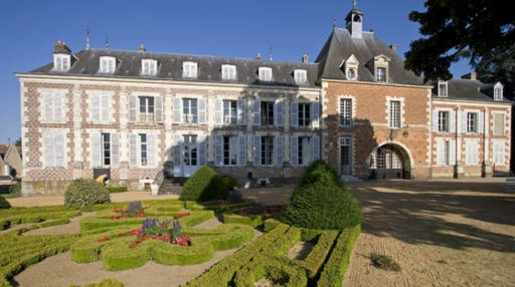

#### L'église Notre-Dame
Classé MH (1987).
L'église Notre-Dame, d'origine romane, s'est agrandie au XVIe siècle de quatre chapelles à pignons.
Le portail ouvrant dans la deuxième chapelle est de style Renaissance. Il comporte deux arcades reposant sur trois atlantes et l'on peut également admirer la frise d'entrelacs au-dessus des arcs. Ces ornements d'inspiration païenne peuvent paraître surprenants en ces lieux.
La porte occidentale est surmontée d'une rosace flamboyante et date de la fin du XVe siècle.
Des travaux de restauration de l'extérieur de l'édifice sont conduits de 2013 à 2016 pour un montant de 1,2 M€.

L'église Notre-Dame
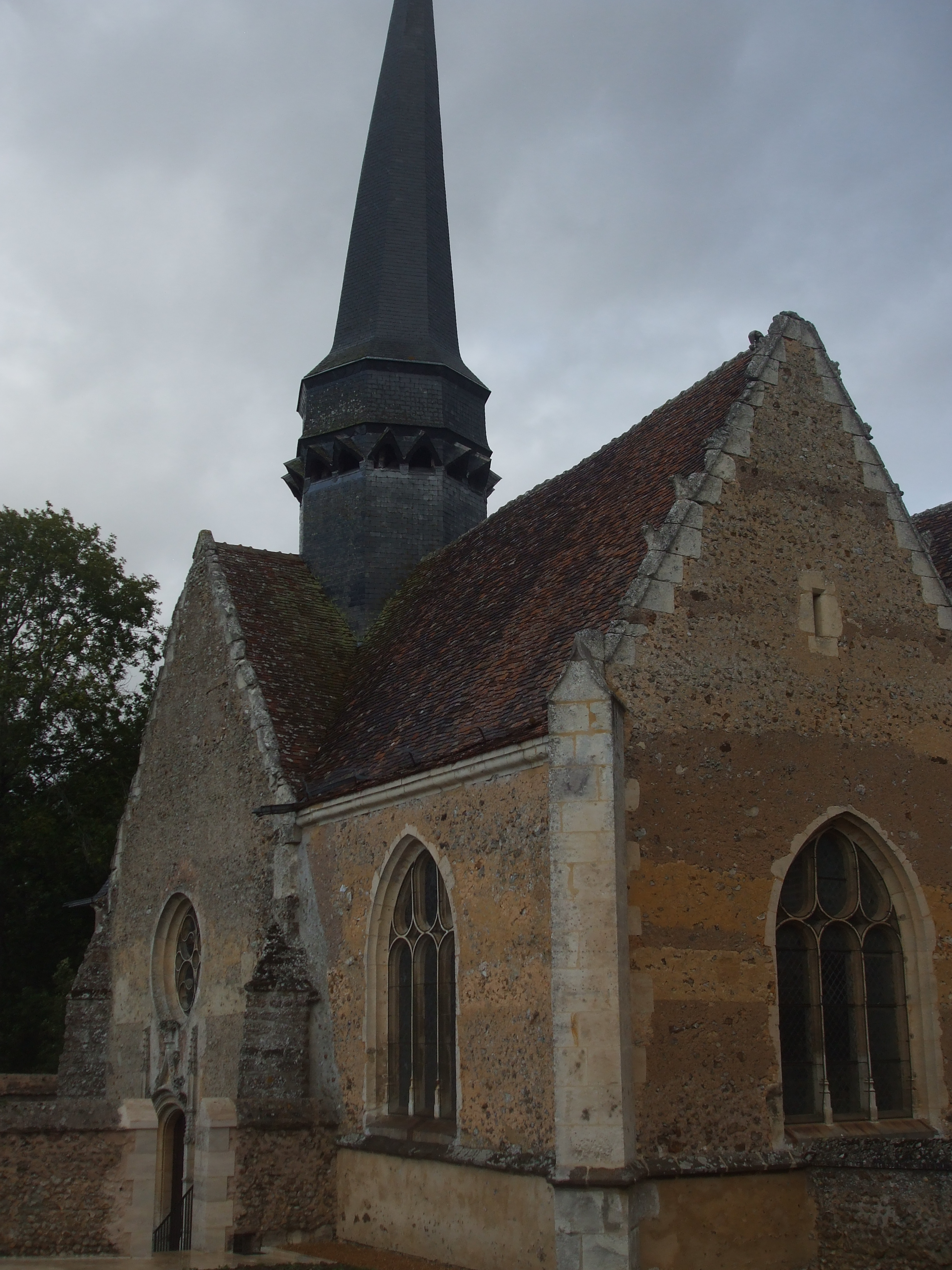
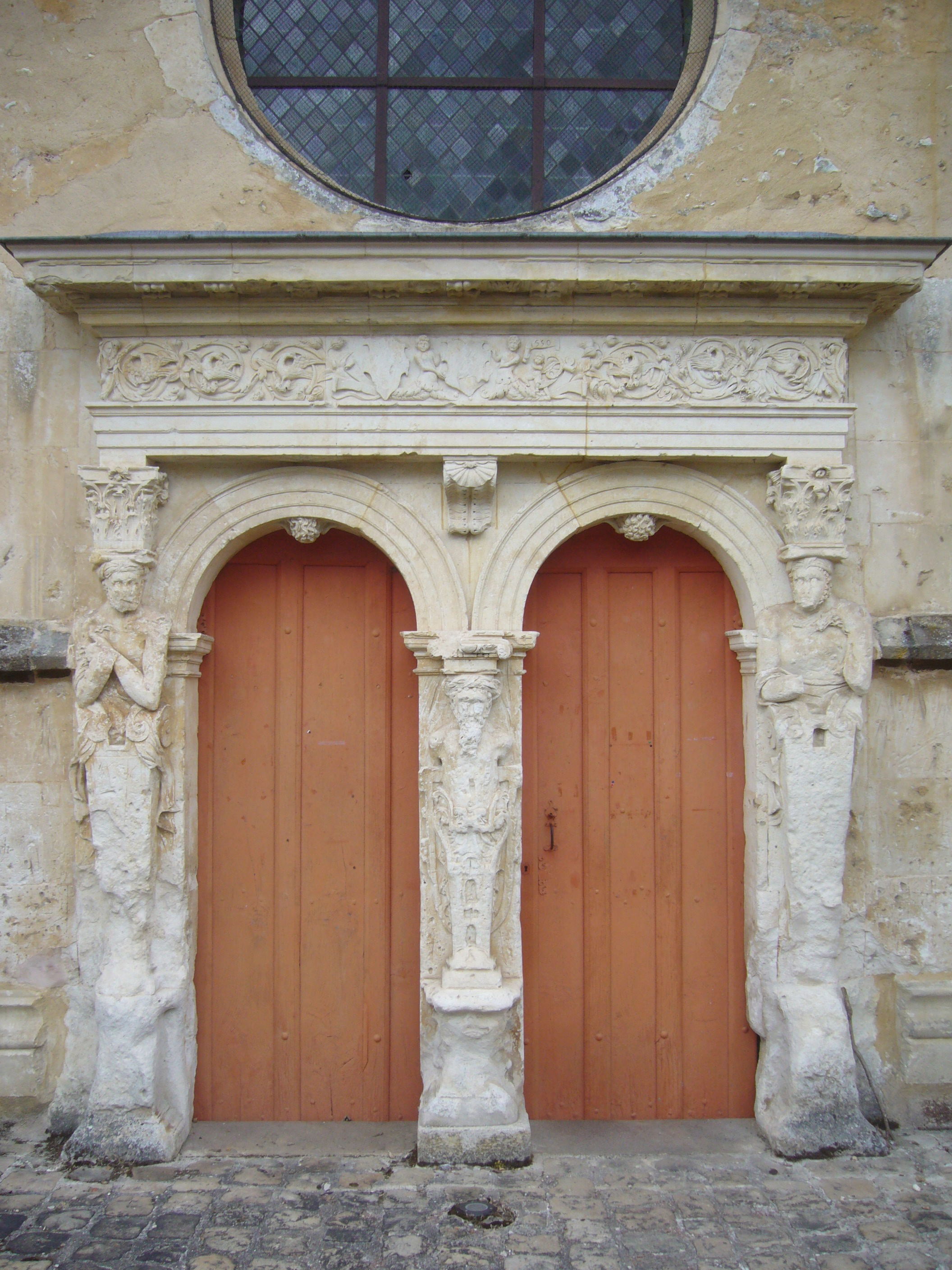

#### Les manoirs
Plusieurs manoirs ornent la campagne alentour, dont deux sont inscrits au titre de monument historique :

##### Le manoir du Châtellier
Inscrit MH (1975).
Sur la route vers Brou, ou accessible lors d'une promenade par un chemin de randonnée, ce manoir est situé sur une ancienne motte féodale et date du XVIe siècle.
La demeure, cachée par des arbres séculaires, possède des fenêtres à meneaux et une façade en briques à décor de croisillons, ainsi que des cheminées sculptées.

##### Le manoir du Cormier
Inscrit MH (1995).

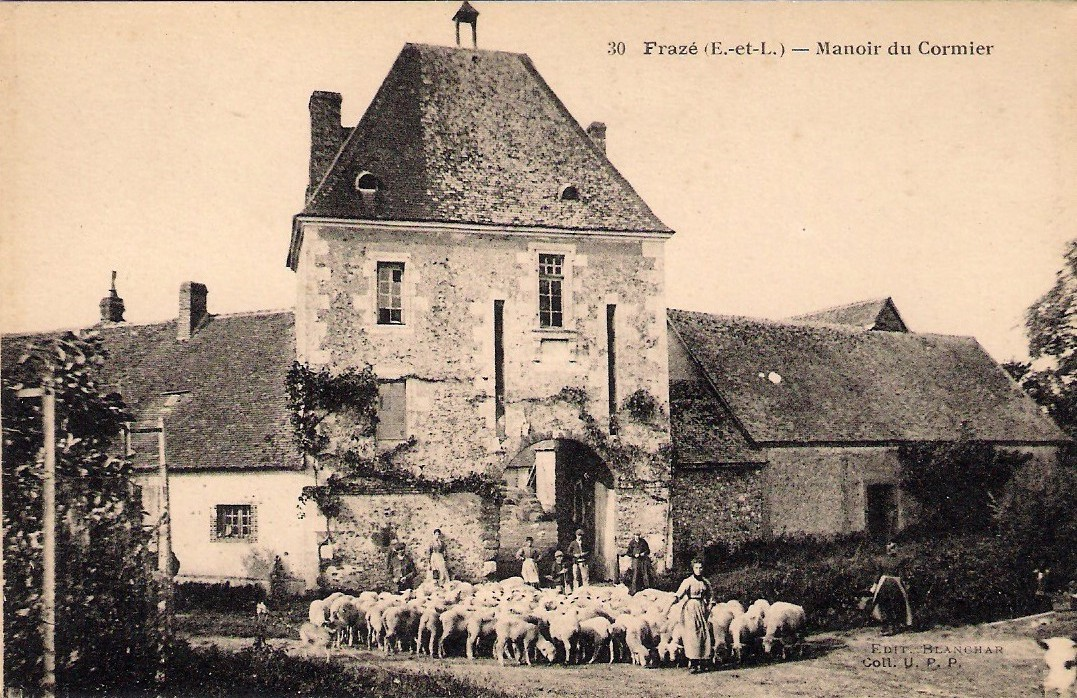
Le manoir du Cormier.

Ce manoir témoigne des différentes phases de sa construction. Le porche d'entrée et le logis de maître au nord remontent aux XVIe et XVIIe siècles. Les bâtiments de ferme sont plus récents. À l'exception de la grange, ils figurent au cadastre de 1810. Le porche d'entrée avec son bel escalier à vis suspendu et sa grande salle à l'étage est le corps de bâtiment le plus remarquable du manoir.
Le Cormier, avec sa porte fortifiée, ses fossés et ses corps de bâtiments disposés autour d'une cour est un manoir percheron très typique.

##### Le Grand Carcahut (ou Carcahu)
Ce fut longtemps une exploitation agricole,  rénové en 1970. On en trouve des traces dès le XIIe siècle du fief de Carcahu aux mains d'un fidèle de Guillaume-Goüet. Le bâtiment actuel semble antérieur à la date portée en fronton (1677) et présente une silhouette massive flanquée d'un haut toit en pavillon et d'une tour d'escalier.
Ce manoir percheron semble être le plus ancien bâtiment de Frazé.[réf. nécessaire]

#### L'ancienne tuilerie
Non loin du château, après avoir passé le pont qui enjambe la Foussarde, on découvre l’ancienne tuilerie du château, créée pour la construction du château, des fermes, basses cours et autres annexes et sans nul doute d’une bonne partie des maisons du village. Un premier bâtiment au toit à quatre pentes est surmonté de deux épis de faîtage. La disposition particulière de ses tuiles permettait une bonne ventilation au-dessus des foyers, encore en état de fonctionnement : c’est le four. À la suite, un bâtiment en longueur, le séchoir, attire l’attention, avec ses murs ajourés grâce à la mise en œuvre originale de leurs briques, qui assurait la circulation de l’air, nécessaire au séchage du bois de chauffe du four, des briques et tuiles dans leur moule avant cuisson. Nombre de petits ateliers et appentis secondaires ont disparu, et l’ensemble a été transformé en habitation.

#### Le cimetière
Le cimetière comporte notamment la tombe de Louis-Henri-Jacob le Caux de la Tombelle, « chevalier de la Légion d'honneur, capitaine de cavalerie, maire de Frazé, décédé au château de l'Orme le 27 avril 1872 dans sa 77e année ».

### Personnalités liées à la commune
- Gilbert Roger (1914-1999) six fois vainqueur de l'épreuve de marche athlétique Strasbourg-Paris entre 1949 et 1958[40] ;
- Valérie Karsenti, née le 26 août 1968, actrice, y a passé son enfance[41],[42]